# Ibolya Mehlmann-Wieszne
Ibolya Mehlmann-Wieszne (ur. 4 listopada 1981 roku w Peczu), węgierska piłkarka ręczna, wielokrotna reprezentantka Węgier, rozgrywająca. 
Obecnie występuje w słoweńskim RK Krim.

## Sukcesy

### reprezentacyjne
Mistrzostwa Europy:
- 2004

 Mistrzostwa Świata:
- 2005
- 2003

## Nagrody indywidualne
- 2006: najlepsza prawa rozgrywająca Mistrzostw Europy